# Музей климатических зон (Бремерхафен)
Музей климатических зон (нем. Klimahaus Bremerhaven 8 ° Ost) — научный центр, созданный в немецком городе Бремерхафен. Он расположен в Старой гавани и является частью Хафенвельтен, по форме напоминает лодку. Выставка предлагает возможность виртуального путешествия вокруг Земли в направлении север-юг примерно на географической долготе начальной точки 8°34′30″ к востоку от Гринвича, и далее через Южный полюс на север вдоль 171°—172° западной долготы. Мир знаний и опыта площадью около 18 800 м² посвящен теме климата и его изменения в трех выставочных зонах. Оператор — управляющая компания Климахауза. Арне Дункер является режиссёром центра с 2004 года.  До 2014 года выставку ежегодно посещали около 600 000, а в 2020 году — около 500 000 человек.
«Климахаус Бремерхафен» был открыт 25 июня 2009 года ирландским музыкантом и правозащитником Бобом Гелдофом. В дополнение к существующему научному центру Северного моря, это второй научный центр в Бремерхафене и, вместе с «Universum Bremen», третий в земле Бремен.

## Выставка
Выставочная площадь центра составляет 11 500 м² и разделена на три выставочные зоны: путешествия, перспективы и возможности.

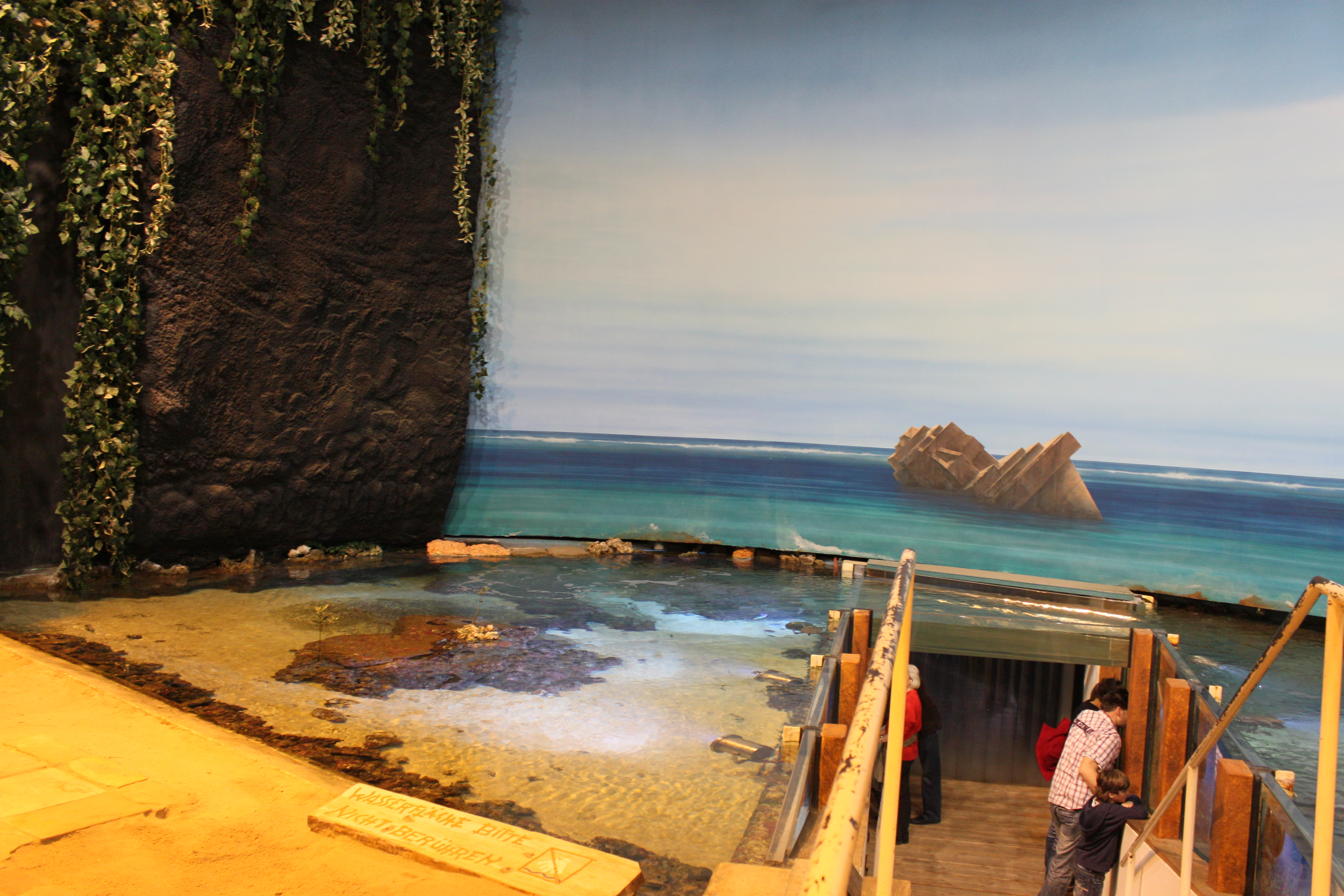
В Музее климатических зон. Бремерхафен (Германия)

Туристическая зона занимает самую большую площадь — 4 800 м². Отправляясь из Бремерхафена, путешествие проходит по 8° восточной долготы. Девять туристических станций в восьми странах представляют различные климатические зоны мира и расположены на пяти разных континентах. Соответствующая температура и относительная влажность адаптированы к местным условиям. На антарктической станции температура в климатическом центре составляет около −6 градусов по Цельсию, а на станции в Нигере — около 35 градусов по Цельсию.
Посетители туристической станции Швейцарии могут на моделях наблюдать за тем, как изменение климата меняет жизнь людей в Изентале. Через несколько выставочных залов находится тропически жаркая туристическая остановка «Камерун». Экзотические запахи и звуки усиливают иллюзию нахождения в ночном тропическом лесу. Станция Алейпата на Самоа дает представление о вырубке лесов, ливнях и зеленых ущельях, а затем — о мире аквариума с видом на риф, выращенный из живых кораллов.
Станции: 
1.	Изенталь, Швейцария
2. Сенеге, Сардиния, Италия
3.	Канак, Нигер
4.	Икенга, Камерун
5. Земля Королевы Мод, Антарктида
6.	Сатитоа, Самоа
7.	Гамбелл, Аляска
8.	Лангенес, Германия
и обратно в Бремерхафен.

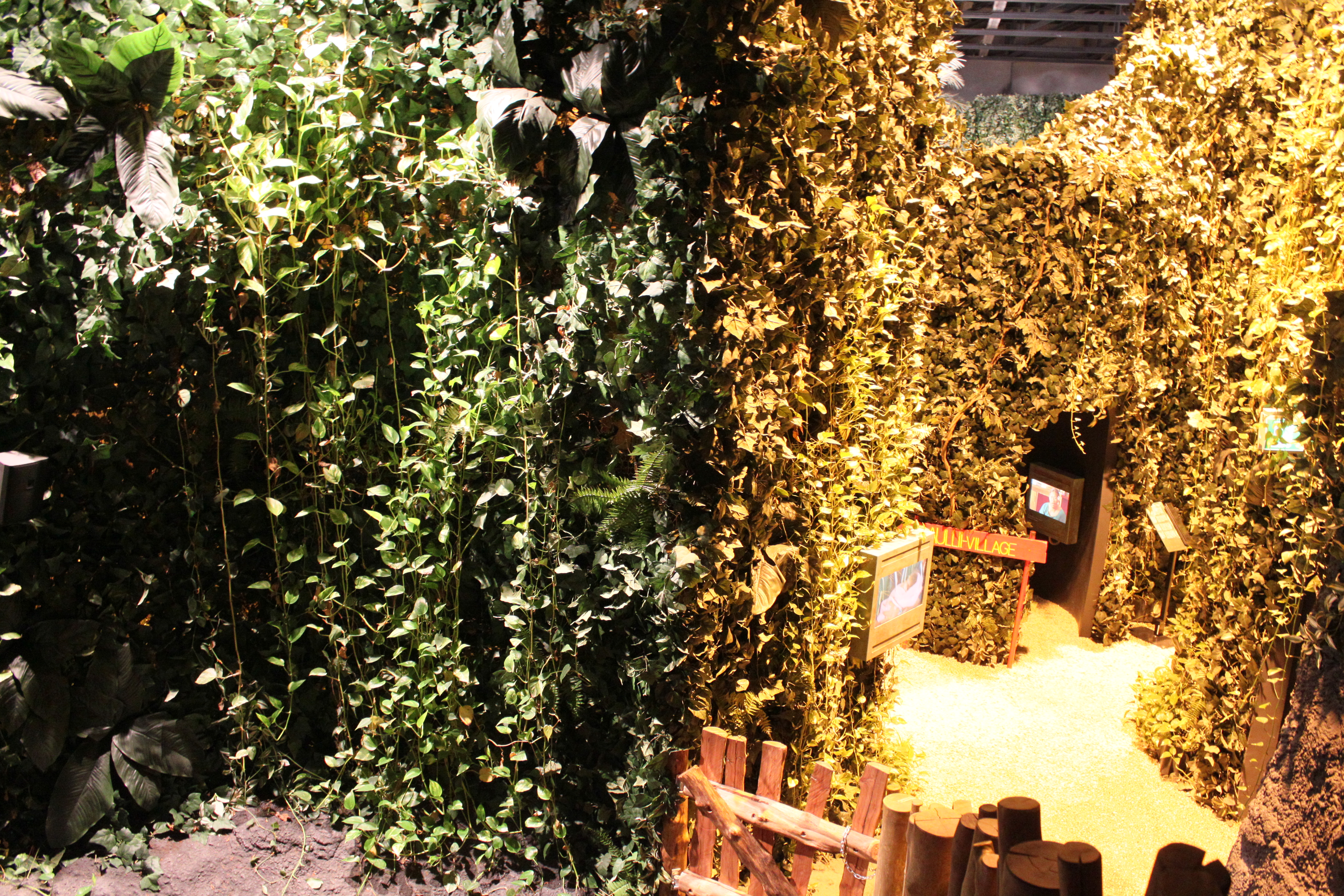
Тропический лес. В Музее климатических зон. Бремерхафен (Германия)

Станции, как следует из названия, расположены не точно на 8° восточной долготы, которая проходит не через сам Бремерхафен (а примерно в 38 км к западу), а примерно на долготе Бремерхафена, то есть круга, проходящего через Бремерхафен, проходит по южному и северному полюсам. Таким образом, европейские станции находятся почти точно к северу и югу от начальной точки.
Оригинальная выставочная площадка «Elements», на которой было показано, как влияют климат и погода, как возникают отдельные явления и как связана сложная общая система, была закрыта в 2012 году. В 2013 году в выставочной зоне «Элементы» прошла специальная выставка «Существа доисторических времен — Пределы адаптации», на которой были представлены копии динозавров и живых рептилий, земноводных и насекомых. Специальная выставка была призвана пролить свет на последствия изменения климата для флоры и фауны и привлечь внимание к текущим угрозам, связанным с изменением климата. С осени 2014 года в этом разделе работает оффшорный центр «Море — Ветер — Энергия», посвященный теме оффшорной ветроэнергетики. Выставочная площадка была инициирована бремерхафенской девелоперской компанией Alter / Neuer Hafen BEAN и была реализована на средства земли Бремен и Европейского Союза, а также при поддержке отрасли ветроэнергетики.

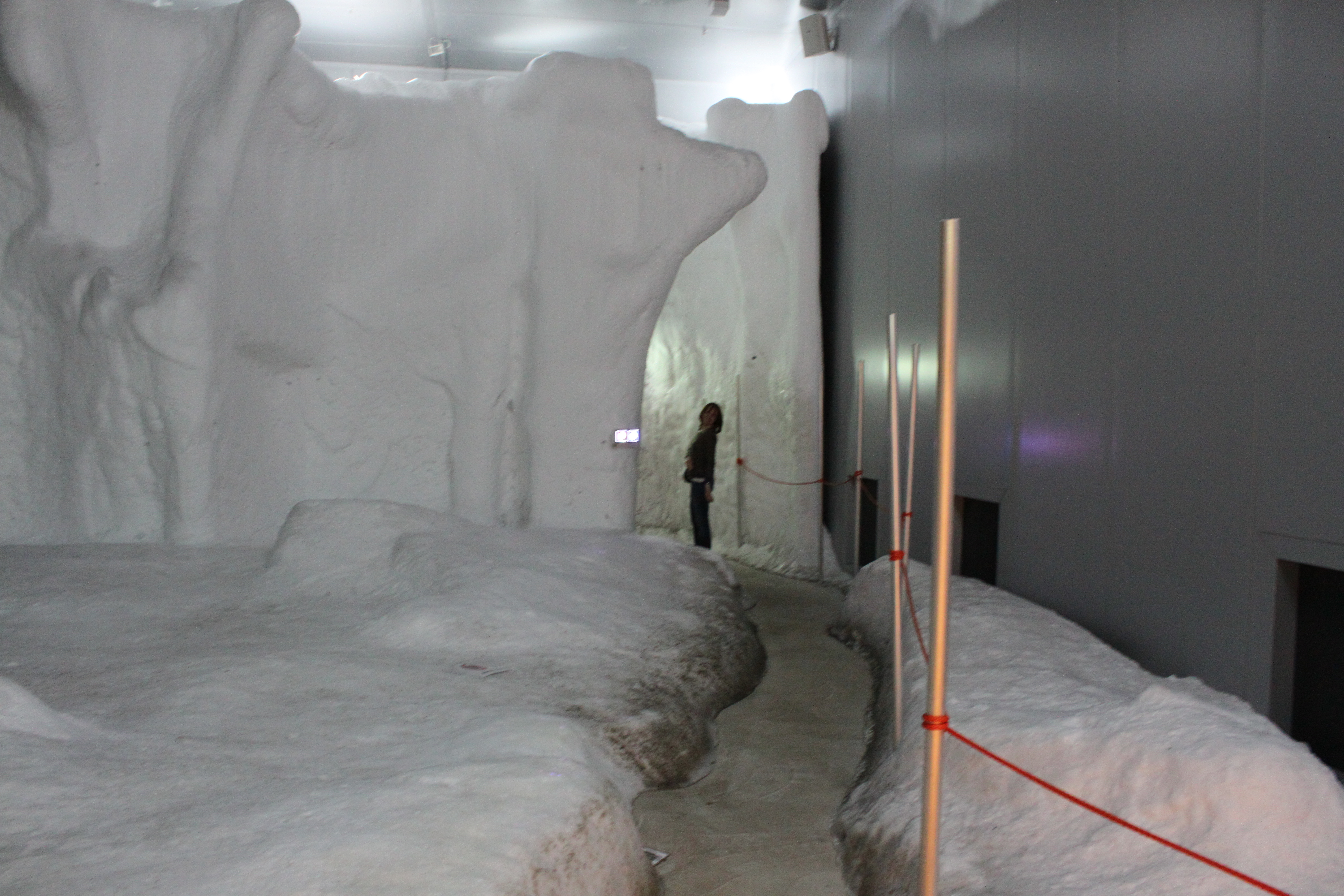
На Южном полюсе. В Музее климатических зон. Бремерхафен (Германия)

В разделе «Перспективы» — вторая выставочная площадь, где речь пойдет о климате в прошлом, настоящее и влиянии на будущем. Здесь представлены результаты климатических исследований.
В третьей зоне выставки «Возможности» посетителю демонстрируются варианты действий. Есть тематические камеры для игровых тестов по сокращению выбросов CO2 в повседневной жизни.
Каждая выставочная площадь оформлена независимо от других.

## Предлагаемые курсы
«Климахаус» рассматривается и как место для дополнительного внеклассного обучения. На выставках посетители могут исследовать погодные явления и причины изменения климата, а также узнать, как работает защита климата. В центре создаются материалы для школьных занятий и проводятся специальные экскурсии.

## Поддержка
Поддержка федерального министра по охране окружающей среды Зигмара Габриэля (2005—2009), политиками и учёными ясно показывает социально-политическую значимость «Музея климатических зон» в Бремерхафене.
В 2013 году центр посетила Министр окружающей среды, охраны природы и ядерной безопасности Германии Барбара Хендрикс.
Участвуют другие учреждения и компании, включая Институт полярных и морских исследований Альфреда Вегенера, Институт метеорологии Макса Планка и Немецкую метеорологическую службу.

## Строитель, застройщик, оператор
Владельцем здания является город Бремерхафен. Он передал его дочерней компании Bremerhaven Development Company Alter/Neuer Hafen (BEAN).
Климатический дом — это совместный проект города Бремерхафен, земли Бремен, и частного оператора. Государственный сектор финансирует инвестиции в размере 70 миллионов евро. Затем инициаторы «Petri & Tiemann» берут на себя эксплуатацию и связанный с этим риск. Управляющая компания Klimahaus была основана как операционная компания.

## Охрана окружающей среды и климата
Из-за постоянного обслуживания комнат и аквариумов с кондиционированием воздуха, а также необходимого охлаждения строительного комплекса климатический дом требует значительных затрат энергии. Поэтому в начале разработки проекта был проведен подробный анализ использования здания и выставки с целью максимального ограничения потребности в энергии и в первую очередь создания экологически чистых концепций кондиционирования воздуха для обеспечения энергией. Точные данные о потреблении энергии в доме не общедоступны. Klimahaus Bremerhaven 8° Ost должен частично удовлетворять потребности в энергии для 37 уровней за счет энергии из обычных источников.